# Nedsjö göl
Nedsjö göl är en sjö i Hultsfreds kommun i Småland och ingår i Emåns huvudavrinningsområde.